# Чудовището от Агия Напа
Чудовището от Агия Напа е морско създание обитаващо водите около остров Кипър (Агия Напа, но е забелязвано и около други крайбрежни градове). Създанието е наблюдавано често край нос Греко, където местните рибари го наричат to filiko teras, което може да се преведе като „приятелското чудовище“. Те го наричат така заради добрия му нрав, който то притежава според тях. Чудовището беше наречено в кипърската преса „Кипърското Неси“.
Това чудовище според изследователите криптозоолози е митичното създание Сцила. То било с торс на змия. Очевидци също твърдят това, като някои казват, че има и няколко глави.